# Prohibition of Mixed Marriages Act
Le Prohibition of Mixed Marriages Act, acte no 55 de 1949, est une loi votée en Afrique du Sud à l'époque de l'apartheid pour interdire le mariage entre les « Blancs » et les « non-Blancs ». Cette loi figure parmi les premières législations votées après la montée en puissance du Parti national en 1948. D'autres législations, notamment le Population Registration Act et l'Immorality Act votées en 1950, ont favorisé la mise en place des lois relatives aux mariages en imposant l'enregistrement de tous les citoyens pour définir leur catégorisation dans les quatre groupes raciaux officiels (Blancs, Noirs, Coloured et, plus tard, Asiatiques). La loi interdit le mariage entre les personnes catégorisées « Blanches » et « non-Blanches » mais ne prévoit aucune restriction sur les relations sexuelles entre les « Noirs », les « Coloured » et les « Asiatiques ».

## Histoire

### Contexte
Les relations interraciales existent en Afrique du Sud dès 1652 et elles se composent souvent d'un colon néerlandais avec une femme autochtone du pays. Ces mariages mixtes ne sont pas complètement tabous avant l'arrivée au pouvoir du Parti national en 1948. Toutefois, dans les années qui précèdent le vote de cette loi, les mariages mixtes ne représentent qu'une petite fraction des unions en Afrique du Sud et ils se produisent à une fréquence comparable entre les quatre groupes raciaux définis (Noirs, Coloured, Blancs et Asiatiques).

### Application
La loi est appliquée à partir de 1951. L'application des lois est confiée à la police, qui mène régulièrement des filatures pour vérifier que les gens respectaient la loi et qui intervenait au domicile des personnes soupçonnées de mariage interracial. La loi s'applique alors à tous les mariages mixtes entre des Sud-Africains ; par conséquent, même les mariages conclus dans d'autres pays sont illégitimes sur le sol sud-Africain. Les personnes coupables de mariage mixte sont arrêtées et condamnées à une peine de prison. Les personnes qui conduisent un mariage interracial en connaissance de cause doivent acquitter une amende. Les personnes qui mentent à un policier sur un mariage mixte risquent des poursuites judiciaires pour parjure.
Les personnes qui acceptent un mariage interracial s'exposent à l'ostracisme et aux railleries de leurs familles et communautés. Par exemple, une certaine Ethal, travailleuse du sexe blanche, déclare qu'elle était mieux intégrée en tant que prostituée qu'après son mariage avec un Africain noir.

### Évolution
Le Prohibition of Mixed Marriages Amendment Act de 1968 révise la loi d"origine pour invalider le mariage d'un citoyen sud-Africain s'il est contracté à l'étranger.
Le Prohibition of Mixed Marriages Act est abrogé en 1985 avec le Immorality and Prohibition of Mixed Marriages Amendment Act (en) voté sous la présidence de Pieter Willem Botha.